# Ивенш Ферраш, Артур
 Арту́р Иве́нш Ферра́ш (порт.  Artur Ivens Ferraz , 1 декабря 1870, Мартиреш, Лиссабон, Португалия — 16 января 1933, Лиссабон, Португалия) — португальский военный, учёный и политик, премьер-министр Португалии в 1929 — 1930 годах.

## Биография
Родился 1 декабря 1870 года в Мартиреше, Лиссабон, в семье офицера португальской армии Рикарду Жулиу Ферраша (порт.  Ricardo Júlio Ferraz, род. 26.05.1824) и Катарины Прескотт Хаклинг Ивенш (порт. Catherine Prescott Hickling Ivens, род 06.02.1836).

### Военная карьера
По семейной традиции выбрал военную карьеру и окончил военный колледж. Затем обучался в Политехнической школе Лиссабона, после которой поступил в военном училище, где прошёл специализацию как офицер артиллерии. Во время учёбы и дальнейшей службы знания и способности молодого офицера были замечены и он был направлен на курсы Генерального штаба, после окончания которых начал преподавать в Школе сухопутных войск (порт. Escola do Exército). Через некоторое время к его воинскому званию добавилось и научное: он стал профессором.
В 1904 году возглавлял португальскую военную миссию на больших манёврах британской армии. Во время Первой мировой войны, которую в Португалии называют Великой войной, был главой миссии связи с британской армией во Франции. После заключения перемирия в 1918 году он представлял Португалию на Конференции по разоружению Лиги Наций. С 1919 по 1922 год работал военным атташе в Лондоне, затем начальником Управления Верховного комиссара в Мозамбике.

### На стороне Национальной революции
В мае 1926 года поддержал консервативное движение армии, получившее название Национальной революции. С мая по ноябрь 1926 года он исполнял обязанности губернатора Мозамбика, а затем, до 1928 года был начальником Центральной офицерской школы.
В 1927 году вошёл в состав второго правительства маршала Оскара Кармоны. Занимал посты министра торговли и коммуникаций Португалии в августе 1927 — январе 1928 года, министра колоний Португалии в январе — феврале 1928 года, исполнял обязанности министра финансов в феврале 1928 года. Исполняя обязанности министра финансов Ивенш Ферраш провёл переговоры в Женеве с Лигой Наций по кредиту для национальной экономики.

### Премьер-министр
В начале июля 1929 года, после длительного конфликта между министрами, ушло в отставку правительство Жозе Висенти ди Фрейташа. 8 июля генерал Артур Ивенш Ферраш был назначен президентом Кармоной новым главой Совета министров, министром внутренних дел и исполняющим обязанности министра иностранных дел Португалии. Ведущую роль в правительстве продолжил играть министр финансов Антониу де Салазар — в условиях начавшегося вскоре мирового экономического кризиса именно на него правящая военная группировка возлагала надежды на спасение экономики Португалии. Но, проведя финансовые реформы и приняв меры по защите сельского хозяйства, правительство уже в январе 1930 год ушло в отставку после очередного конфликта между Салазаром и другими министрами.

### После отставки
Будучи умеренным республиканцем по убеждениям, выступил против выдвинутой Салазаром идеи Нового государства.
После отставки, в 1931 году, был назначен на высокие посты главного администратора армии и начальника Главного штаба сухопутных сил.
Несколько лет был председателем Лиги ветеранов Первой мировой войны и продолжал публиковался в журналах «Revista de Artilharia» и «Revista Militar». Не переставал критиковать политику Салазара и выступал против его законов и действий.
Скоропостижно скончался 16 января 1933 года в Лиссабоне.

## Частная жизнь
11 июля 1896 года женился на Элизе Антонии де Азеведу (порт. Elisa Antónia de Azevedo, род. 10.07.1870). У них было двое детей:
- Дуарте Азеведу Ивенш Ферраш (порт. Duarte Azevedo Ivens Ferraz, род. 18.10.1897);
- Луиза Азеведу Ивенш Ферраш (порт. Luisa Azevedo Ivens Ferraz, род. 14.06.1901)[2].

## Награды
Артур Ивенш Ферраш был награждён множеством высших наград Португалии, Великобритании, Бельгии, Испании и Ватикана, а также британской медалью «За выдающиеся заслуги».

## Сочинения
- A Ascensão de Salazar. Memórias de Ivens Ferraz. Lisboa, 1988, com prefácio e notas de César Oliveira